# Mackenson Tenvil
 (mai 2025).
Motif : Je peine à voir quelque chose d'encyclopédique dans le parcours
- Archive Wikiwix
- Bing
- Cairn
- DuckDuckGo
- E. Universalis
- Gallica
- Google
- G. Books
- G. News
- G. Scholar
- Persée
- Qwant
- (zh) Baidu
- (ru) Yandex
- (wd) trouver des œuvres sur Wikidata

| 1. | Préciser le motif de la pose du bandeau. | Précisez le motif de la pose du bandeau en utilisant la syntaxe suivante : {{admissibilité à vérifier\|date=juin 2025\|motif=remplacez ce texte par le motif}}                        |
| 2. | Informer les utilisateurs concernés.     | Pensez à avertir le créateur de l'article, par exemple, en insérant le code ci-dessous sur sa page de discussion : {{subst:avertissement admissibilité à vérifier\|Mackenson Tenvil}} |

Tenvil Mackenson (né le 23 juillet 1992 à Belladère, Haïti) est un entrepreneur haïtien, dirigeant de la société en nom collectif KFM Entreprises, basée dans le département du Centre. Il est connu pour ses activités dans la distribution de produits pétroliers et de matériaux de construction, ainsi que pour avoir été acquitté en 2023 d’accusations pénales.

## Biographie

### Jeunesse et formation
Tenvil Mackenson naît à Belladère, dans le département du Centre, fils de Silianie Pierre et Tenvil Maxene. Issu d’une fratrie de cinq enfants, il montre un intérêt précoce pour le commerce. Dès l’âge de 14 ans, il travaille aux côtés de son père, un homme d’affaires, tout en poursuivant ses études secondaires. Il perçoit alors un pourcentage sur les ventes réalisées.
En 2010, après avoir achevé ses études secondaires, il intègre l’Universidad Autónoma de Santo Domingo en République dominicaine pour étudier l’administration des affaires.

### Carrière
En 2010, Tenvil devient distributeur autorisé des produits de la Brasserie Nationale d’Haïti (BRANA S.A.) dans la commune de Belladère et le département du Centre. Cette activité marque le début de sa carrière dans la distribution.
En 2017, avec ses frères Kenel et Frisnel Tenvil, il fonde KFM Entreprises, une société axée sur la vente de produits pétroliers. L’entreprise ouvre une première station-service dans le département du Centre, suivie d’une seconde en 2019.
En 2021, les frères Tenvil lancent KFM Matériaux de Construction, spécialisée dans l’importation et la distribution de matériaux de construction. Cette entreprise dessert principalement le département du Centre et contribue à l’économie d’Haïti.

### Accusations et acquittement[2]
En 2023, Tenvil Mackenson est accusé de détention illégale d’armes, trafic d’armes, enrichissement illicite et association de malfaiteurs, dans un contexte d’insécurité et de pillages à Belladère,. Des témoignages, notamment de Job Austin et Habacuk Fleurisca, affirment qu’il n’était pas présent lors des incidents et qu’aucun coup de feu n’a été tiré.
Le 17 novembre 2023, le tribunal de Mirebalais prononce son acquittement, déclarant toutes les charges infondées. Un certificat du greffe confirme qu’aucun appel n’a été interjeté.

## Style entrepreneurial
Tenvil est reconnu pour son sens des affaires et sa capacité à identifier des opportunités sur le marché haïtien. Sa gestion de KFM Entreprises et KFM Matériaux de Construction reflète une approche diversifiée, couvrant la distribution, les produits pétroliers et les matériaux de construction.

## Vie personnelle
Tenvil Mackenson collabore étroitement avec ses frères Kenel et Frisnel dans leurs entreprises. Peu d’informations sont disponibles sur sa vie privée.